# Jefferson de Oliveira Galvão
Jefferson de Oliveira Galvão, mer känd som bara Jefferson, född 2 januari 1983 i São Vicente, Brasilien, är en brasiliansk före detta fotbollsspelare som spelade för brasilianska Botafogo FR. Han representerade också Brasiliens landslag i 22 landskamper.